# Comuna Luciîțea, Novohrad-Volînskîi
Luciîțea (în ucraineană Лучицька сільська рада) este o comună în raionul Novohrad-Volînskîi, regiunea Jîtomîr, Ucraina, formată din satele Anastasivka, Luciîțea (reședința) și Mala Anastasivka.

## Demografie
Componența lingvistică a comunei Luciîțea
     Ucraineană (99,58%)
     Alte limbi (0,42%)
Conform recensământului din 2001, majoritatea populației comunei Luciîțea era vorbitoare de ucraineană (99,58%), existând în minoritate și vorbitori de alte limbi.